# Sungai Rumpun
Sungai Rumpun is een bestuurslaag in het regentschap Kerinci van de provincie Jambi, Indonesië. Sungai Rumpun telt 582 inwoners (volkstelling 2010).